# Стерлігов Герман Львович
Герман Львович Стерлігов (18 жовтня 1966, Загорськ, Московська область) — російський підприємець-менеджер та суспільно-політичний діяч націоналістського та монархічного напрямку; один із перших у Росії мультимільйонерів.
Один зі співзасновників першої в Росії товарної біржі — Аліса, а також багатьох інших проектів. Голова ради директорів Групи компаній Германа Стерлігова.

## Біографія
Народився 18 жовтня 1966 в м. Сергіїв-Посад Московської області. Батько — професор педіатрії, мати — домогосподарка. У віці 5 років сім'я переїхала до Москви, де батько отримав роботу та квартиру в самому центрі по вул. Велика Ординка 7б. Це найближчий будинок до Червоної площі. Навчався у спеціалізованій школі з вивчення англійської мови № 19. Після школи проходив військову службу в Радянській Армії рядовим в залізничному батальйоні в Монголії.
Після армії близько року працював токарем-розточувальником на АЗЛК, потім поступив на робітфак МГУ на денний відділ юридичного факультету, де провчився трохи більше року. Довелося кинути навчання через конфлікт з орденоносним професором історії КПРС Золотарьовим, якому Герман у грубій формі заявив, що історія КПРС — найкривавіша сторінка історії людства. Після МГУ створив кооператив «Пульсар», який організовував концерти у залах очікування столичних вокзалів. Невдовзі цю підприємницьку діяльність в СРСР законодавчо заборонили і Стерлінгов створив новий кооператив з юридичного обслуговування населення.
У 1990 став одним із засновників першої крамничо-сировинної біржі в Росії — «Аліса». В 1993 біржу перетворено на холдингову компанію з тим самим ім'ям і з 84 дочірніми компаніями в Росії та за кордоном (Нью-Йорк, Лондон). Тоді ж зайнявся активною політичною та громадською діяльністю у «патріотичній сфері».
У 2001 балотувався на пост губернатора Самарської області, у 2003 був кандидатом на пост мера Москви, у 2004 спробував зареєструватися кандидатом у Президенти РФ. З початком світової кризи 2008 заснував у Москві Антикризовий центр, тоді ж Стерлігова обрано Головою Управи «Товариства шанувальників давньої писемності». У він 2010 став Головою Ради директорів «Міжнародної Резервної Розрахункової Системи»..

## Політичні погляди
Колись Стерлігов політичними поглядами був «переконаний патріот-монархіст». Відкрито заявляв, що політикою не цікавиться. Одначе визнає, що готовий стати керівником етнічно й конфесійно однорідної Русі. Заради цього пропонує урізати територію Росії та радикально змінити політичний курс.

## Еміграція
У 2015 був змушений залишити Росію та перебратися в Нагірний Карабах, після чого почав продавати своє майно в Росії. Щодо причин, які примусили підприємця до еміграції, його помічниця по бізнесу Полина Сирота повідомила журналістам:
| Коли він повернеться, невідомо, але обов'язково вернеться. Поїхати його змусили серйозні обставини. Це не бандити, ні, це рівень вище».[6] |
Раніше російські ЗМІ повідомляли, що Стерлігов може стати фігурантом кримінальної справи організації російських націоналістів-убивць «Борн»; деяких її членів уже засуджено за вбивство адвоката Станіслава Маркєлова та журналістки Анастасії Бабурової.

## Сім'я
- дружина: Альона Стерлігова
- діти: дочка Пелагія, сини: Арсеній, Сергій, Пантелеймон та Михей

## Виноски
1. ↑  Сайт Германа Стерлигова — Главная страница
2. ↑  http://oldp.sterligoff.ru [Архівовано 7 червня 2012 у Wayback Machine.] Новости|Общество Любителей Древней Письменности]
3. ↑  Сайт Германа Стерлигова — Биография. Архів оригіналу за 19 грудня 2013. Процитовано 29 листопада 2014. [Архівовано 2013-12-19 у Wayback Machine.]
4. ↑  Блог ИА Германа Стерлигова — Навальному хочется Россию. Русь оставляю за собой.
5. ↑  Блог ИА Германа Стерлигова — Вместо России и Украины — КИЕВСКАЯ РУСЬ.
6. ↑  Герман Стерлигов уехал из России и распродаёт имущество. Архів оригіналу за 8 липня 2015. Процитовано 6 липня 2015. [Архівовано 2015-07-08 у Wayback Machine.]